# Episodi di Smallville (quarta stagione)
La quarta stagione della serie televisiva Smallville è andata in onda sul canale statunitense The WB dal 22 settembre 2004 al 18 maggio 2005. In Italia è stata trasmessa in prima TV assoluta su Italia 1 dall'11 settembre al 20 novembre 2005.
In questa stagione l'attore Jensen Ackles entra nel cast principale, per poi lasciare la serie nell'ultimo episodio di stagione.
| nº | Titolo originale | Titolo italiano               | Prima TV USA      | Prima TV Italia   |
| -- | ---------------- | ----------------------------- | ----------------- | ----------------- |
| 1  | Crusade          | Il simbolo della crociata     | 22 settembre 2004 | 11 settembre 2005 |
| 2  | Gone             | Scomparsa                     | 29 settembre 2004 | 11 settembre 2005 |
| 3  | Façade           | Giochi di specchi             | 6 ottobre 2004    | 18 settembre 2005 |
| 4  | Devoted          | Devoti per sempre             | 13 ottobre 2004   | 18 settembre 2005 |
| 5  | Run              | Arriva Flash!                 | 20 ottobre 2004   | 25 settembre 2005 |
| 6  | Transference     | Da un corpo all'altro         | 27 ottobre 2004   | 25 settembre 2005 |
| 7  | Jinx             | La minaccia viene dai Balcani | 3 novembre 2004   | 2 ottobre 2005    |
| 8  | Spell            | Incantesimo                   | 10 novembre 2004  | 2 ottobre 2005    |
| 9  | Bound            | Intrappolato                  | 17 novembre 2004  | 9 ottobre 2005    |
| 10 | Scare            | Incubi                        | 1º dicembre 2004  | 9 ottobre 2005    |
| 11 | Unsafe           | Fuga a Las Vegas              | 26 gennaio 2005   | 16 ottobre 2005   |
| 12 | Pariah           | Emarginati                    | 2 febbraio 2005   | 16 ottobre 2005   |
| 13 | Recruit          | I valori di Clark             | 9 febbraio 2005   | 23 ottobre 2005   |
| 14 | Krypto           | Il segreto del passato        | 16 febbraio 2005  | 23 ottobre 2005   |
| 15 | Sacred           | L'ultima lettera              | 23 febbraio 2005  | 30 ottobre 2005   |
| 16 | Lucy             | Lucy                          | 2 marzo 2005      | 30 ottobre 2005   |
| 17 | Onyx             | Lex contro Lex                | 13 aprile 2005    | 6 novembre 2005   |
| 18 | Spirit           | La reginetta del ballo        | 20 aprile 2005    | 6 novembre 2005   |
| 19 | Blank            | Vuoto                         | 27 aprile 2005    | 13 novembre 2005  |
| 20 | Ageless          | Senza età                     | 4 maggio 2005     | 13 novembre 2005  |
| 21 | Forever          | Per sempre                    | 11 maggio 2005    | 20 novembre 2005  |
| 22 | Commencement     | Gran finale                   | 18 maggio 2005    | 20 novembre 2005  |

## Il simbolo della crociata
- Titolo originale: Crusade
- Diretto da: Greg Beeman
- Scritto da: Alfred Gough e Miles Millar

### Trama
Sono passati tre mesi e a Smallville giunge la cugina di Chloe, Lois Lane, per investigare sulla sua morte; la sera stessa del suo arrivo, Lois trova Clark nudo e privo di memoria in mezzo a un campo. Lex è sopravvissuto e trova, in Egitto, una statuetta con un'iscrizione in caratteri kryptoniani. Lana è ancora a Parigi e ha trovato un nuovo ragazzo, Jason. Jonathan è in coma sin dalla partenza di Clark; Lois lo porta all'ospedale e Martha lo riporta a casa. Lex, pur essendo sopravvissuto, deve sottoporsi a sedute di pulizia del sangue; sul volo di ritorno la statuetta si rompe, rivelando al suo interno una pietra che richiama Clark, il quale ora ricorda il suo nome kryptoniano e spicca il volo. Lana, mentre studia la tomba di Isobel Toeraux, viene investita da una luce accecante. Lois ritrova la fattoria in quanto ha visto un video di Chloe indirizzato a Clark. Questi raggiunge l'aereo di Lex e prende la pietra. Martha, dopo aver chiesto aiuto a Swann, riceve la visita di Bridgette Crosby, che le consegna un frammento di kryptonite nera. Lex accusa Lionel di avergli rubato la pietra che, assieme ad altri due cristalli, secondo una leggenda darebbe accesso ad una conoscenza sconfinata. Clark ripone la pietra in una nuova stanza segreta nelle grotte e successivamente Martha lo colpisce con la kryptonite nera, provocando una divisione parziale tra Clark e Kal-El. Clark, usando la pietra, distrugge Kal-El; fatto questo, Jonathan si risveglia. Lana si accorge di avere tatuato sulla schiena lo stesso simbolo presente sulla tomba di Isobel. Lois fa visita a Lionel per poi recarsi alla tomba di Chloe; qui viene trovata da Clark, che si offre di aiutarla nelle indagini, le offre ospitalità e scopre, tramite la vista a raggi X, che la tomba dell'amica è vuota.
- Altri interpreti: Erica Durance (Lois Lane), Rekha Sharma (dott. Harden), Margot Kidder (Bridgette Crosby), Ona Grauer (dott.sa Gabrielle Vaughn).
- Musiche: Better Days Will Come (Tahiti 80).

## Scomparsa
- Titolo originale: Gone
- Diretto da: James Marshall
- Scritto da: Kelly Souders e Brian Peterson

### Trama
Clark e Lois cominciano ad indagare sulla morte di Chloe ma vengono ostacolati da alcuni militari. Lana scopre che il simbolo che ha tatuato sulla schiena si trova anche nelle caverne e torna a Smallville. Lois verifica che la tomba di Chloe è vuota e conosce Lana, che la salva da un ragazzo capace di trasformare il suo corpo in metallo. Lois e Clark vengono raggiunti dal generale Lane, padre della ragazza a capo delle truppe che li hanno attaccati, che la porta con sé. Clark cerca di avere notizie di Chloe da Lex, non ottenendo nulla ma scoprendo uno dei sigari del generale sul posacenere. Lionel viene accoltellato nelle docce. Clark e Lois scoprono un indirizzo al quale potrebbe trovarsi Chloe, ma la ragazza è stata portata alla fonderia dal ragazzo che ha attaccato Lois, assoldato da Lionel; Clark e questa la salvano, e Lionel viene condannato. Clark comincia a sospettare che Lex sia il nemico di Naman e non Lionel come inizialmente sospettava, e Lana trova il simbolo che cercava. Jason arriva a Smallville dicendo di voler restare.
- Altri interpreti: Erica Durance (Lois Lane), Robert Wisden (Gabe Sullivan), Colin Lawrence (Agente Stocker), Michael Ironside (Generale Sam Lane), James Bell II (Trent).
- Musiche: A Long Way (Dara Shindler); She Will Be Loved (acoustic version) (Maroon 5).

## Giochi di specchi
- Titolo originale: Façade
- Diretto da: Pat Williams
- Scritto da: Holly Harold

### Trama
Lois viene iscritta dal padre allo Smallville High per l'ultimo anno di liceo. Abigail, una ragazza della scuola, si sottopone ad un intervento di chirurgia plastica alla kryptonite. Jason viene assunto come assistente allenatore della squadra di football della scuola e Clark gli chiede di fare un provino. Martha prende in gestione il Talon. Abigail bacia Brett, un ragazzo della squadra, ma questi, guardandosi allo specchio, si vede sfigurato e uscendo viene investito da Lois. Clark viene preso nella squadra. La madre di Abigail convince la figlia ad attaccare Lana in quanto l'ha vista con Brett; questa usa il suo potere su di lei e Lana finisce all'ospedale. Lois indaga sulla madre di Abigail ma la donna la scopre e la rapisce, per poi essere salvata da Clark. Lois e Clark sono ormai amici, e Chloe non ne sembra molto contenta.
- Altri interpreti: Erica Durance (Lois Lane), Jared Keeso (Nate), Michael Ironside (Generale Sam Lane), Lee Rumohr (Brett Anderson), Rob Freeman (Coach Quigley), Brianna Brown (Abigail Fine), Julianne Christie (Dr. Elaine Fine), Eric Johnson (Whitney Ford).
- Musiche: Eight Half Letters (Stereoblis); My Happy Ending (Avril Lavigne); What Do You Do In The Summer (When It's Raining) (Beu Sisters); F**k N' Spend (High Speed Scene); Ghetto (John Gold); Devils And Angels (Toby Lightman).

## Devoti per sempre
- Titolo originale: Devoted
- Diretto da: David Carson
- Scritto da: Luke Schelhaas

### Trama
Le cheerleader, tramite una bevanda a base di kryptonite, controllano i giocatori della squadra di football della scuola: il quarterback titolare prima abbandona gli allenamenti e poi attacca Jason. Clark lo salva e grazie anche al suo impegno in campo diventa titolare, nonostante gran parte dei suoi compagni non lo accettino. Clark, Lois e Chloe cominciano ad indagare, ma quest'ultima beve anche lei l'intruglio e diventa sempre più gelosa del ragazzo. Clark capisce l'operato delle cheerleader ma Jason, anche lui sotto l'effetto della bevanda, lo attacca (essendo Clark indebolito dal liquido) intimandogli di stare lontano dalla sua ragazza; Lex lo salva e gli consegna tutto ciò che aveva raccolto su di lui, chiedendogli di tornare ad essere amici. Lois e Clark scoprono tutto e riescono a fermare le ragazze, Chloe inclusa. Clark si riappacifica con Jason e Lex, riuscendo anche a vincere la partita e conquistando la fiducia dei compagni; Chloe gli confessa i suoi sentimenti, ma lui le dice di non provare le stesse cose. Lois, infine, grazie a Lex (su richiesta di Clark) viene riammessa all'università di Metropolis.
- Altri interpreti: Erica Durance (Lois Lane), Rob Freeman (Coach Quigley), Graham Kosakoski (Dan Cormay), Jared Keeso (Nate), Moneca Delain (Mara), Amanda Walsh (Mandy), Chelan Simmons (Rhonda)
- Musiche: Meltdown (Ash); Revolution (Authority Zero); Our Mystery (Bebo Norman); Better Off By Myself (Bosshouse); California (Hawk Nelson); On The Run (Sam Roberts); Medicated (Sub Space Radio); Disco MF (The Penfifteen Club).
- Nota. L'episodio è dedicato alla memoria di Christopher Reeve, morto il 10 ottobre 2004. Un messaggio nei titoli di coda recita: "In loving memory of Christopher Reeve. He made us believe a man could fly." ("In memoria di Christopher Reeve. Ci ha fatto credere che un uomo potesse volare").

## Arriva Flash!
- Titolo originale: Run
- Diretto da: David Barrett
- Scritto da: Steven S. Deknight

### Trama
Un ragazzo, veloce quanto Clark, salva Jonathan da un incidente e gli ruba il portafogli. Clark lo rintraccia: il ragazzo, Bart, che si mantiene grazie a scippi e piccoli furti, prima lo semina e poi lo raggiunge alla fattoria; i due fanno conoscenza e questo, che rivela di essere diventato veloce dopo essere stato colpito da un fulmine e non per colpa della kryptonite, lo invita a partire con lui. Lex invita Clark ad esaminare l'antico manoscritto che ha appena comprato e, grazie alla vista a raggi x, Clark scorge sotto la pagina una mappa in caratteri kryptoniani. Clark e Bart litigano a causa dello stile di vita di quest'ultimo e il ragazzo ruba il manoscritto di Lex. Bart tenta di rivenderlo, ma il suo ricettatore contatta Lex. Quest'ultimo ordina di liberare Bart e avverte il ricettatore che presto verrà arrestato dalla polizia, ma quest'ultimo gli fa perdere i sensi colpendolo. Prima che possa accadere qualcosa ai due, Clark li salva e Bart scappa di nuovo. Martha, grazie al consiglio di Lana, trova il modo di conciliare il lavoro al Talon con la vita familiare. Lana porta Jason alle caverne e gli rivela tutto. Bart restituisce il manoscritto e Lex scopre la pagina nascosta senza rivelarlo a Clark. Questi riceve la visita di Bart, quest'ultimo vuole partire alla ricerca di persone simili a lui e vorrebbe che Clark andasse con lui, mentre quest'ultimo vorrebbe che rimanesse. Per decidere i due fanno una gara di velocità e, dopo alcuni chilometri, Bart lo saluta e lo semina correndo ad una velocità estrema. Clark si ferma e, sorridendo, si rende conto di come Bart, in realtà, sia sempre stato molto più veloce di lui.
- Altri interpreti: Kyle Gallner (Bart Allen), Benjamin Ratner (Hanison).
- Musiche: Don't Say Nuttin (The Roots); Welcome To My World (Kyle Newvachek); Cruel Sun (Silver); Feels Like Today (Rascal Flatts).

## Da un corpo all'altro
- Titolo originale: Transference
- Diretto da: James Marshall
- Scritto da: Todd Slavkin e Darren Swimmer

### Trama
Jason informa Clark che alla prossima partita ci saranno degli importanti osservatori. Clark, subito dopo, viene richiamato da un suono che proviene dalla prigione dove è rinchiuso Lionel Luthor, il quale possiede una pietra recante lo stesso simbolo tatuato su Lana. I due vengono a contatto, e tramite la pietra la personalità di Lionel finisce in quella di Clark e viceversa. Lionel ora ha i poteri di Clark e lascia la squadra, viceversa Clark, grazie al suo compagno di cella, viene a conoscenza di tutte le ricerche di Lionel. Nel frattempo, Lana scopre che Isobel fu bruciata come strega e che era una lontana ava della madre, ma viene scoperta da Lionel mentre bacia Jason. Clark riesce a spiegare tutto a Martha, mentre Lionel tenta di baciare Lana e Chloe nonché di farsi restituire da Lex i soldi che gli ha preso, ma viene fermato da Martha. Clark, grazie alla pietra, riesce a tornare nel suo corpo dopo aver affrontato Lionel, che dopo essere tornato in sé vede Clark sparire e scopre il suo segreto, oltre a quello di essere guarito. Infine Clark tenta di rimediare ai guai combinati dal magnate mentre era nel suo corpo, mentre il compagno di cella di Lionel esce grazie a Lex e Clark ma consegna il cristallo a Bridgette Crosby.
- Altri interpreti: J. P. Manoux (Edgar Cole), Margot Kidder (Bridgette Crosby).
- Musiche: Pain (Jimmy Eat World).

## La minaccia viene dai Balcani
- Titolo originale: Jinx
- Diretto da: David Jackson
- Scritto da: Mark Warshaw

### Trama
Clark riesce a vincere un'importante partita ferendo però un avversario inciampandogli addosso: l'impatto è stato causato da Mikhail Mxyzptlk, uno studente che riesce a controllare le probabilità influenzando le azioni altrui e che sfrutta questo potere per vincere le scommesse. Chloe e Clark lo scoprono e il giovane Kent chiede a Lex di revocare la sua borsa di studio; Mikhail allora scommette con il magnate e informa Clark che deve perdere la finale o i suoi amici ci andranno di mezzo. Chloe riesce a limitare i poteri del ragazzo per quasi tutta la partita, ma alla fine viene rapita; Clark, minacciato ancora, riesce sia a vincere la partita che a salvarla. Mikhail viene portato da Lex al livello 33.1. Clark ottiene la borsa di studio dell'università di Metropolis ma Jason viene licenziato a causa di Lex.
- Altri interpreti: Trent Ford (Mikail Mxyzptlk), Emy Aneke (Robert Pontius), Kevan Kase (Danny Crozer), Rob Freeman (Coach Quigley).
- Musiche: I'm All Gone (Bosshouse); Boulevard Of Broken Dreams (Green Day); I Believe (Shiloh Circle); Reach For The Sky (Social Distortion); Fall Behind Me (The Donnas); Walk Idiot Walk (The Hives).

## Incantesimo
- Titolo originale: Spell
- Diretto da: Jeannot Szwarc
- Scritto da: Steven S. Deknight

### Trama
Lana acquista il libro degli incantesimi di Isobel e, quando sfiora sulla pagina lo stesso simbolo che ha tatuato, la strega prende possesso del suo corpo. Lana, chiedendo a Lex un favore, nota il manoscritto e, capendo che anche lui sta cercando le pietre, lo costringe a suonare il pianoforte senza fermarsi; successivamente fa prendere possesso dei corpi di Lois e Chloe alle due streghe bruciate sul rogo assieme a lei, Brianna e Madeleine. Le tre raggiungono la festa a sorpresa per Chloe e liberano tutti i presenti dalle loro inibizioni, proprio mentre l'esaminatore dell'università arriva alla fattoria. Clark va da Lex per chiedergli di aiutarlo a rimediare e lo trova ancora al piano; successivamente si reca a casa di Lana, dove salva Jason da Isobel. Clark affronta poi le streghe: esse lo privano dei suoi poteri e scoprono la storia delle caverne. Jason lo libera e Clark vi si reca subito, riottenendo dalla pietra i suoi poteri e bruciando il libro. Lex confessa a Lana di essere il responsabile del licenziamento di Jason; la ragazza si scusa con Clark e gli chiede aiuto col tatuaggio, mentre Lex scopre il simbolo nelle caverne.
- Guest star: Erica Durance (Lois Lane)
- Altri interpreti: Mark Acheson (Magistrato Wilkins), William Taylor (Mr. Jacobson), Lara Gilchrist (Madeleine), Melanie Papalia (Brianna), Kristin Kruk (Contessa Margaret Isobel Thoreaux).
- Musiche: Blame (Black Toast Music); What You Waiting For? (Gwen Stefani); We Might As Well Be Strangers (Keane); Improvviso n. 2 in Mi bemolle maggiore (Franz Schubert).

## Intrappolato
- Titolo originale: Bound
- Diretto da: Terrence O'Hara
- Scritto da: Luke Schelhaas

### Trama
Lex conosce una ragazza ad una festa e ci passa la notte insieme; al mattino, però, la ragazza viene trovata morta e Lex viene incriminato. Lana ha degli incubi riguardanti Isobel e una donna. Clark, deciso a dimostrare l'innocenza di Lex, viene chiamato da Lionel il quale, dopo essere guarito (anche se non ricorda come), sembra intenzionato a redimersi e ad aiutare il figlio. La donna dell'incubo si presenta a Lana il giorno dopo: è la madre di Jason, e chiede alla ragazza di intercedere per lei col figlio. Dopo aver rinunciato al suo incarico, anche l'avvocato di Lex viene ucciso: convocato lì, questo viene rapito dalla ragazza creduta morta e portato al suo castello, dove tenta di ucciderlo per vendicarsi di essere stata sedotta e abbandonata tempo addietro, per non essere neanche stata riconosciuta quando si sono rivisti e persino dopo aver fatto nuovamente sesso. Lana racconta a Jason di aver incontrato sua madre e del sogno mentre Clark salva Lex senza farsi notare. Lionel chiede a Lex di provare a riallacciare i loro rapporti, ma il giovane Luthor rifiuta. Jason incontra la madre.
- Altri interpreti: Jane Seymour (Genevieve Teague), Claudette Mink (Corinne Hartford), Cobie Smulders (Shannon Bell), Mark Acheson (Magistrato Wilkins).
- Musiche: Daddy's Little Girl (Amanda O'Connor); I Want More: Part 2 (Faithless).

## Incubi
- Titolo originale: Scare
- Diretto da: David Carson
- Scritto da: Kelly Souders e Brian Peterson

### Trama
Jason finisce all'ospedale. Clark e Chloe scoprono che quella mattina Jason era stato alla LuthorCorp: dopo esservisi introdotti, lei ha una orribile visione e sviene, presentando poi gli stessi sintomi di Jason. Questi sono dovuti ad una tossina che il laboratorio di Lex sta sviluppando per l'esercito e che si è diffusa nell'aria dopo l'esplosione di un laboratorio. Una donna comunica a Lionel che entro poco tempo sarà libero, sebbene l'uomo dica di voler rimanere in carcere per continuare la sua nuova vita. Anche Lana viene ricoverata, come altre persone, ma Clark e Lex riescono a trovare l'antidoto. Lionel viene rilasciato e Jason lascia Lana. Chloe rivela a Clark che la madre non è scomparsa ma che si trova in un ospedale psichiatrico e che la malattia di cui soffre è ereditaria.
- Altri interpreti: Malcolm Stewart (Dott. Ford), Jerry Wasserman (Dott. Scanlan), Samantha Ferris (Warden Anita Stone), Wendy Chmelauskas (Madre di Lana), Ben Odberg (Padre putativo di Lana), Lindsay Bourne (Madre di Chloe).
- Musiche: Falling (Mindy Smith).

## Fuga a Las Vegas
- Titolo originale: Unsafe
- Diretto da: Greg Beeman
- Scritto da: Steven S. Deknight e Jeph Loeb

### Trama
Alicia viene rilasciata dall'istituto psichiatrico dopo essere stata dichiarata sana di mente: si reca così da Clark, chiedendogli scusa per tutto quello che ha fatto in passato, e il ragazzo le crede. I due ricominciano a uscire, ma lo psichiatra di Alicia le intima di troncare il rapporto subito. Lionel ritorna a casa e dice a Lex di voler aprire un'organizzazione benefica. Alicia realizza una collana di kryptonite rossa e la fa indossare a Clark; i due allora si sposano a Las Vegas. Lana ha deciso di fare l'amore con Jason per riaverlo con lei anche se non molto convinta, ma il ragazzo rifiuta in quanto crede che il loro incontro sia stato un piano di sua madre. Alicia, prima di fare l'amore con Clark, gli toglie la collana per verificare i suoi sentimenti; il ragazzo rimane deluso dal suo comportamento e la ragazza scappa. McBride spara a Clark e Alicia si frappone fra lui e la pallottola per preservare il suo segreto, sopravvivendo. I due, pur a malincuore e amandosi ancora, si lasciano.
- Altri interpreti: Sarah Carter (Alicia Baker), Moneca Delain (Larissa), John Pyper-Ferguson (Dr. William McBride).
- Musiche: Beautiful Soul (Jesse McCartney); Laura (Scissor Sisters); Life for Rent (Dido); Welcome To My Life (Simple Plan); It's Now Or Never (Elvis Presley); Funny Little Feeling (Rock n Roll Soldiers); Break So Easy (Jonathan Rice).

## Emarginati
- Titolo originale: Pariah
- Diretto da: Paul Shapiro
- Scritto da: Holly Harold

### Trama
Alicia e Clark continuano a uscire ma sono malvisti da tutti. Alicia chiede scusa a Lana per quanto fatto in passato ma viene respinta; la sera stessa viene attaccata e tutti i sospetti ricadono sulla ragazza, che viene difesa da Clark. Successivamente anche Jason viene attaccato, ma Clark riesce a salvarlo; questi allora comincia a nutrire anche lui dei dubbi su Alicia, ma la ragazza ha degli alibi sia per il primo attacco che per il secondo. Alicia, convinta che soltanto facendo conoscere a tutti il segreto di Clark i due potranno essere liberi, fa sì che il ragazzo mostri i suoi poteri a Chloe. Lois intuisce che il vero colpevole è il ragazzo che sta uscendo con lei, capace di trasformarsi in sabbia, il quale sta intraprendendo una specie di crociata della moralità. La madre di Jason, Genevieve, va da Lex e gli propone un accordo. Clark trova Alicia impiccata e grazie a Lois risale al colpevole: il giovane Kent viene fermato poco prima di ucciderlo proprio da Lois. Lex propone a Jason un lavoro molto redditizio ma il ragazzo intuisce che sia opera della madre. Clark si sente responsabile della morte di Alicia, mentre Chloe (che ha scoperto il segreto di Clark), decide di chiudere il muro delle stramberie.
- Altri interpreti: Erica Durance (Lois Lane), Jane Seymour (Genevieve Teague), Camille Mitchell (Sceriffo Nancy Adams), Sarah Carter (Alicia Baker), Derek Hamilton (Tim Westcott).
- Musiche: I Love Rock 'N' Roll (Joan Jett); Die For (Dan Zweben); Deeper Water (Minnie Driver).

## I valori di Clark
- Titolo originale: Recruit
- Diretto da: Jeannot Szwarc
- Scritto da: Todd Slavkin e Darren Swimmer

### Trama
Lois, durante una serata al campus, allontana un ragazzo; il giorno dopo viene arrestata con l'accusa di averlo paralizzato, per poi essere rilasciata su cauzione. Clark viene presentato alla squadra di football dell'università di Metropolis e conosce Geoff, stella della squadra. Lex dice a Jason che il lavoro che gli ha offerto è una copertura in modo che gli comunichi tutto ciò che Lana e sua madre scoprono su Isobel. Lois scopre che il ragazzo rimasto paralizzato doveva vedersi con un giornalista ma che la squadra glielo ha impedito; successivamente Geoff, vero responsabile della paralisi del compagno, lo uccide. Clark intuisce i poteri di Geoff e questi rapisce Lois quando la ragazza lo scopre, ma viene salvata da lui. Clark infine decide di lasciare il football per non dover mentire come Geoff. Lois va a vivere coi Kent dopo essere stata espulsa dall'università mentre Lex dimostra a Lana che Jason e sua madre erano insieme a Parigi.
- Altri interpreti: Erica Durance (Lois Lane), John Novak (Coach Quigley), Chris Carmack (Geoff Johns), Colby Johannson (Coop), Steve Makaj (Gary Burgen), Marcus Sim (Marcus).
- Musiche: It's All Behind (Anthony Michaelangelo); Wild West Show (Big $ Rich); Wonderful Night (Fatboy Slim); Finding Out True Love Is Blind (Louis XIV); Untitled (Simple Plan).

## Il segreto del passato
- Titolo originale: Krypto
- Diretto da: Luke Schelhaas
- Scritto da: Holly Harold

### Trama
Due rapinatori sfruttano, per i loro colpi, due cani dotati di una forza incredibile. Uno di questi scappa e viene trovato da Lois, che lo porta dai Kent. Clark scopre i poteri del cucciolo nonché un microchip sotto pelle: da questo lui, Lois e il veterinario (uno dei rapinatori) scoprono che il cane appartiene alla LuthorCorp. Clark chiede spiegazioni a Lex mentre l'altro cane attacca Jonathan, e successivamente entrambi gli animali ritornano dai due rapinatori. Genevieve spiega a Jason che discendono dalla donna che condannò Isobel e contro la quale la strega giurò vendetta. Clark e Lois raggiungono i due malfattori e, anche grazie al cane, i due vengono fermati. Lionel mette in guardia Jason da Lex e da Genevieve e gli consegna una copia della mappa nascosta sotto il manoscritto. Clark infine ottiene il permesso dai genitori di tenersi il cagnolino, Shelby.
- Altri interpreti: Erica Durance (Lois Lane), Jane Seymour (Genevieve Teague), Bud the Dog (Einstein/Krypto/Shelby), Alex Green (Dott. Kline), Nolan Funk (Zack Greenfield), Diego Klattenhoff (Josh Greenfield)
- Musiche: Anodyne (Speechwriters LLC); Give A Little Bit (Goo Goo Dolls).
- Nota. Il cane, Shelby, è ispirato a Krypto, il cane di Superman nelle storie a fumetto. Infatti, se pur temporaneamente, i poteri del cane ricordavano quelli di Krypto, inoltre Clark voleva dargli questo nome prima di optare per Shelby perché secondo lui "ha un passato kriptico".

## L'ultima lettera
- Titolo originale: Sacred
- Diretto da: Brad Turner
- Scritto da: Kelly Souders e Brian Peterson

### Trama
I Kent vengono a sapere della morte di Swann: lo scienziato, prima di morire, invia a Clark la chiave ottagonale e, grazie ad essa, il giovane parla con Jor-El, che lo incarica di trovare i tre cristalli. Jason e Lex sono a Shanghai per cercare la pietra. Lionel spiega a Lana tutta la storia di Isobel e Gertrude e le consegna una copia della mappa; la ragazza decide di partire per la Cina e Clark l'accompagna. I due, arrivati al tempio dove conduce la mappa grazie ad una studiosa amica di Lionel, si dividono per cercare il cristallo: Lana viene rapita dagli stessi uomini che hanno preso Lex e Jason, mentre Clark finisce in una stanza protetta dalla kryptonite. Isobel si risveglia e si mette alla ricerca della pietra mentre Clark libera Lex e Jason. Isobel trova il cristallo e Clark comincia a combattere con lei, riuscendo a fermarla, ma l'oggetto va perso. Jason, andato da Lana, le mostra la pietra e gliela regala mentre Clark, grazie all'ultima email di Swann, scopre che la terza pietra è nelle mani di Bridgette.
- Altri interpreti: Terence Stamp (Voce originale di Jor-El), Michelle Goh (Prof. Sen).

## Lucy
- Titolo originale: Lucy
- Diretto da: David Barret
- Scritto da: Neil Sadhu e Daniel Sulzberg (sceneggiatura); Neil Sadhu (soggetto)

### Trama
Lucy, la sorella di Lois, arriva a Smallville e viene ospitata dai Kent. Inizialmente presentata come una studentessa modello e come opposto di Lois, in realtà è nei guai con uno strozzino. Per risolvere il problema, Clark va da Lex, chiedendogli dei soldi per salvare il debito e Lex accetta. Tuttavia, alla fine lo strozzino viene arrestato, ma Lucy ruba i soldi di Lex, scappando da Smallville.
- Altri interpreti: Erica Durance (Lois Lane), Peyton List (Lucy Lane), Bud the Dog (Shelby), Peter Wingfield (Marcus Becker).
- Musiche: Club Foot (Kasabian); Spaghetti Streetwalker (Speechwriters LLC); Hold On (Newcomers Home); Fly (Mark Joseph).

## Lex contro Lex
- Titolo originale: Onyx
- Diretto da: Terrence O'Hara
- Scritto da: Steven S. Deknight

### Trama
Il dottor Sinclair e Lex stanno realizzando un esperimento coi meteoriti: il surriscaldamento del minerale, che diventa kryptonite nera, provoca però un'esplosione e Lex si sdoppia. Il nuovo Lex, rappresenta la parte malvagia del giovane Luthor, uccide Sinclair e in seguito imprigiona la controparte; successivamente ricatta Lana con la chiusura del Talon se la ragazza non andrà a vivere con lui e affronta Lionel per farlo tornare al suo vero io malvagio. L'essere tenta poi di uccidere Clark e Chloe, che ormai hanno scoperto la verità, e vede il giovane Kent usare i suoi poteri: gli propone allora di unirsi a lui e al suo rifiuto lo attacca con la kryptonite e spara a Jonathan ad una gamba. Clark infine riesce a riunire i due Lex, trasformando la kryptonite verde con cui il Lex malvagio lo stava combattendo in nera tramite la vista termica. Lionel infine decide di chiudere la fondazione benefica e di tornare alla sua vita precedente.
- Altri interpreti: Rekha Sharma (Dr. Harden), Malcolm Stewart (Dr. Sinclair).
- Musiche: I Drive Alone (Esthero).
- Nota. Nell'episodio, nella scena in cui Clark è attaccato dal Lex malvagio, quest'ultimo usa contro Clark un anello di kryptonite, oggetto comparso anche nei fumetti dedicati all'Uomo d'Acciaio.

## La reginetta del ballo
- Titolo originale: Spirit
- Diretto da: Whitney Ransick
- Scritto da: Luke Schelhaas

### Trama
Chloe, durante il ballo, attacca Jonathan e appicca un incendio. Il giorno prima Chloe viene inserita tra le possibili reginette del ballo da Clark, mentre nel giardino della tenuta Luthor Lex, il suo entourage e Jason ritrovano il cadavere di Bridgette. Dawn, un'altra possibile reginetta, ha un incidente e ottiene dai meteoriti il potere di entrare nel corpo degli altri e di controllarli, finendo nel corpo di Martha; al Talon entra nel corpo di Lana e chiede a Clark di andare al ballo insieme. Jason, dopo aver scoperto i contatti tra Lex e Bridgette, decide di informare la polizia. Dawn entra nel corpo di Lois e insieme a Clark va al ballo. Jason porta lo sceriffo sul luogo dove si trovava il cadavere ma questo è sparito: il tutto è in realtà un piano del ragazzo (che è in possesso della pietra di Bridgette) e della madre. Chloe viene eletta reginetta e Dawn entra nel suo corpo; Clark infine, grazie a Jonathan, riesce a fermarla e a ballare con Lana, per il dispiacere di Chloe e Jason.
- Altri interpreti: Erica Durance (Lois Lane), Camille Mitchell (sceriffo Nancy Adams), Bud the Dog (Shelby), Beatrice Rosen (Dawn Stiles), Kandyse McClure (Harmony), Jesse Hutch (Billy Durden), Lifehouse.
- Musiche: La La (Ashlee Simpson); Not Gonna Wait (Lamar); Merry Go Round (Split Habit); Good to know (Tim Cullen); You and Me(Lifehouse); Undone(Lifehouse); Blind(Lifehouse); Come Back Down (Lifehouse).

## Vuoto
- Titolo originale: Blank
- Diretto da: Jeannot Szwarc
- Scritto da: Kelly Souders e Brian Peterson

### Trama
Un ragazzo ruba dei soldi al Talon, ma quando Lois lo scopre questi le provoca un'amnesia; Clark tenta di fermarlo, ma il ragazzo usa di nuovo i suoi poteri e il giovane Kent perde completamente la memoria. Lois e Chloe cominciano ad indagare mentre Lana allontana Jason, che reagisce in malo modo. Chloe tenta di ripristinare la memoria di Clark sui suoi poteri e su Lana, con la quale il ragazzo tenta di ricominciare. Clark, Chloe e Lois scoprono che il ragazzo, Kevin, è un paziente del Summerholt: la reporter si rivolge a Lex per avere delle informazioni sul suo passato nell'istituto ma il giovane Luthor tenta di approfittarsi delle condizioni di Clark per scoprire quanto sa sulle caverne. Chloe, una volta inviati al Torch i dati su Kevin, viene rapita, ma Clark trova Kevin, che decide di aiutarlo: i due si introducono nell'istituto e riescono a fermare il padre del ragazzo, vero artefice della morte del fratello di quest'ultimo e rapitore di Chloe, e Clark recupera la memoria. Kevin, inoltre, cancella i ricordi di Lois, Chloe e dello sceriffo, che avevano visto Clark usare i suoi poteri, per poi andarsene. Lex ruba gli schemi di Clark sulle caverne mentre quest'ultimo dice a Lana di volerci riprovare davvero.
- Altri interpreti: Erica Durance (Lois Lane), Camille Mitchell (Sceriffo Nancy Adams), Ryan King (Dylan Grady), Jonathan Bennett (Kevin Grady), Tom Butler (Mr. Grady)
- Musiche: 24 (Jem); Let Me Go (3 Doors Down); Satie (Paco); This Is Your Life (Switchfoot).

## Senza età
- Titolo originale: Ageless
- Diretto da: Steven S. Deknight
- Scritto da: Steven S. Deknight

### Trama
Clark e Lana trovano un neonato in un campo devastato da un'esplosione; il giovane Kent, convinto che il piccolo non sia terrestre, convince i genitori a portarlo a casa. Genevieve chiede a Lionel, in cambio della sua scarcerazione, di costringere Lex a darle la pietra presa in Cina. Lana fa visita a Clark e al neonato, chiamato Evan, che improvvisamente diventa un ragazzino. Lionel mette in guardia Lex da Genevieve. Clark e Lana si rivolgono a Lex per capire il motivo della crescita improvvisa di Evan e scoprono che il corpo di quest'ultimo assorbe energia poi sfogata in crescite innaturali e che un trapianto di midollo dovrebbe salvarlo. Clark rintraccia il padre di Evan, ormai adolescente, ma questi si sottrae alle sue responsabilità; il ragazzino lo trova e involontariamente lo uccide. Evan provoca un'ultima esplosione e muore tra le braccia di Clark. Lionel avvelena Genevieve e in cambio dell'antidoto chiede la pietra rubata a Bridgette e che Lex venga lasciato in pace.
- Altri interpreti: Jane Seymour (Genevieve Teague), Camille Mitchell (Sceriffo Nancy Adams), Matt Ellis (Turner Sutherland), Pascale Hutton (Susan Gallagher).

## Per sempre
- Titolo originale: Forever
- Diretto da: James Marshall
- Scritto da: Kelly Souders e Brian Peterson

### Trama
Chloe viene rinchiusa in quella che sembra una simulazione della scuola mentre Clark ha una discussione con Jonathan sul college che intende frequentare. Chloe scopre che Brendan, il fotografo della scuola, ha organizzato tutto in modo da poter rimanere per sempre al liceo, minacciando i coinvolti col suo potere di trasformarli in statue di cera. Jason rapisce Lex mentre Jonathan e Martha discutono sul futuro di Clark, che insieme a Lana si accorge che l'assenza di Chloe è sospetta. Lex si ritrova rapito assieme al padre e Genevieve e Jason intimano loro di dargli il cristallo. Lana viene rapita da Brendan e portata nella simulazione. Lionel, per salvare Lex, rivela ai Teague che la pietra è nelle mani di Lana; successivamente i due Luthor riescono a fuggire, ma vengono inseguiti da Jason, cui Lionel spara un attimo prima che il ragazzo riveli a Lex il segreto di Clark, facendolo precipitare in un lago. Clark e Lois riescono a introdursi nella simulazione e a fermare Brendan. Il liceo finisce e Clark, Chloe e Lana si confrontano sul loro futuro.
- Altri interpreti: Erica Durance (Lois Lane), Jane Seymour (Genevieve Teague), Steven Grayhm (Brendan Nash).
- Musiche: Anywhere With You (Split Habit); On the Down (Tim Cullen); Around The Way (WonderLife).

## Gran finale
- Titolo originale: Commencement
- Diretto da: Greg Beeman
- Scritto da: Todd Slavkin e Darren Swimmer

### Trama
Genevieve minaccia Lana per avere la pietra: Isobel si risveglia e uccide la donna con il cristallo, per poi abbandonare il corpo di Lana definitivamente; Lex sopraggiunge subito dopo e le offre il suo aiuto. Clark ha un incubo mentre alcuni meteoriti sembrano dirigersi verso la Terra. Lois annuncia ai Kent la sua partenza il giorno dopo. Lionel, incontrato da Lex sul luogo del delitto, offre la libertà di Lana in cambio della pietra. Durante la cerimonia di consegna del diploma viene annunciata l'imminente pioggia di meteoriti e Clark decide di andare a parlare con Jor-El nelle caverne: questi gli rivela che l'evento è stato causato dal contatto tra il sangue umano e una delle pietre e che solo riunendo i tre oggetti l'umanità si salverà. Lana consegna a Clark la pietra presa in Cina e i due si confessano il loro amore reciproco; successivamente la ragazza torna da Lex, rifiutandosi di consegnargli l'oggetto. Jason, ancora vivo, arriva alla fattoria in cerca di Clark e minaccia i coniugi Kent. Clark inserisce la seconda pietra alle caverne: la terza, in possesso di Lionel, lo richiama, ma Lex l'ha messa in un caveau protetto dalla kryptonite; Chloe, giunta alla tenuta dei Luthor per cercare Lana (che nel frattempo è salita sull'elicottero di Lex), lo salva. L'elicottero con a bordo Lana viene colpito mentre Clark arriva alle caverne: le tre pietre, una volta unite, diventano un unico cristallo che teletrasporta Clark all'Artico. Lana, sopravvissuta all'incidente, raggiunge un cratere vicino, dove trova una navicella nera. Lionel, caduto in uno stato catatonico, sembra vedere i simboli di Krypton.
- Altri interpreti: Erica Durance (Lois Lane), Jane Seymour (Genevieve Teague), Terence Stamp (voce originale di Jor-El), Bud the Dog (Shelby).